# Lost Girls (film)
Lost Girls è un film statunitense del 2020 diretto da Liz Garbus.
Il film è l'adattamento cinematografico dell'omonimo romanzo di Robert Kolker e riprende la vicenda reale del serial killer di Long Island.

## Trama
Dopo la scomparsa di Shannan, sua figlia maggiore, Mari Gilbert sprona incessantemente le forze dell'ordine a cercarla; nel frattempo, si fa luce su un'ondata di omicidi irrisolti di giovani professioniste del sesso sulle isole barriera di South Shore a Long Island, commessi dal serial killer di Long Island.

## Produzione
Nel marzo del 2016 fu annunciato che Liz Garbus avrebbe diretto il film, da una sceneggiatura di Michael Werwie tratta dal romanzo omonimo di Robert Kolker. La produzione fa capo a Kevin McCormick, David Kennedy, Rory Koslow, Amy Nauiokas e Anne Carey. Nel febbraio 2017 anche Sarah Paulson venne inserita nel cast. Nel maggio 2018, Amy Ryan ha sostituito Paulson, a seguito della distribuzione da parte di Netflix.

### Riprese
Le riprese sono iniziate nel gennaio 2018, a New York. Il trailer ufficiale della produzione è stato pubblicato il 16 gennaio 2020.

## Distribuzione
La prima è avvenuta al Sundance Film Festival il 28 gennaio 2020. ed è programmato su Netflix per il 13 marzo 2020